# Ahrida-Synagoge (Istanbul)
Koordinaten: 41° 1′ 58″ N, 28° 56′ 44″ O
Die Ahrida-Synagoge (auch: Ohrid-Synagoge, hebräisch בית הכנסת אכרידה, Beit ha-Knesset Achrida, türk.: Ahrida Sinagogu) ist eine der ältesten Synagogen in Istanbul in der Türkei. Sie steht im Balat, dem jüdischen Viertel des Stadtteils Fatih.

## Architektur und Geschichte
Die Synagoge wurde von Romanioten (griechischen Juden) erbaut, die ursprünglich aus Ohrid stammten. Sie wurde schon vor der osmanischen Eroberung von Konstantinopel (1453) erbaut und ist seither andauernd in Benutzung. Nach der Vertreibung der sephardischen Juden aus Spanien wurden auch Elemente der sephardischen Kultur in der Gemeinde integriert.
Im 17. Jahrhundert wurde die Synagoge durch ein Feuer schwer beschädigt. Ein Ferman von 1694 befahl den Wiederaufbau. Daher ist das heutige Gebäude im barocken Stil der Tulpenzeit gehalten.
Das Teva (Lesepult) erinnert an die Form eines Schiffbugs.
Das Gebäude wurde 1992 anlässlich des 500-jährigen Jubiläums der Ankunft der Sepharden im Osmanischen Reich von der Quincentennial Foundation renoviert.
Die Synagoge ist auch ein Zentrum des Sabbatianismus in Istanbul. Sie steht unter dem Schutz der türkischen Generaldirektion für Kulturerbe (T.C. Kültür Bakanlığı Kültür ve Tabiat Varlıklarını Koruma Yüksek Kurulu).